# Dimitrij Petrovič Ljapunov
Dimitrij Petrovič Ljapunov (rusko Дми́трий Петро́вич Ляпуно́в), ruski general, * 1775, † 1821.
Bil je eden izmed pomembnejših generalov, ki so se borili med Napoleonovo invazijo na Rusijo; posledično je bil njegov portret dodan v Vojaško galerijo Zimskega dvorca.

## Življenje
1. januarja 1784 je kot vodnik vstopil v Semjonovski polk in 1. januarja 1792 je bil povišan v zastavnika. 16. oktobra 1800 je bil povišan v polkovnika. Udeležil se je vojne tretje in četrte koalicije. 
13. januarja 1808 je bil imenovan za poveljnika Pskovskega pehotnega polka. S polkom se je udeležil patriotske vojne in se odlikoval med bitko za Smolensk; za zasluge je bil 21. novembra 1812 povišan v generalmajorja. 
Leta 1813 je postal poveljnik brigade v 7. pehotni diviziji. 15. julija istega leta je zaradi bolezni začasno zapustil vojaško službo. Leta 1816 je bil dodeljen policiji. 
Upokojil se je 18. januarja 1818.